# Nordrhein-Westfälischer Judo-Verband
Der Nordrhein-Westfälische Judo-Verband e.V. (kurz: NWJV) ist der größte Landesverband für Judo in Deutschland. Er ist die zentrale Organisation zur Förderung, Verwaltung und Verbreitung des Judosports in Nordrhein-Westfalen und gehört zu den Landesverbänden des Deutschen Judo-Bundes (DJB).

## Geschichte
Der Nordrhein-Westfälische Judo-Verband (NWJV) wurde am 19. November 1952 in Essen als Nordrhein-Westfälischer Judo-Ring gegründet. Dreizehn Vereine nahmen an der Gründungsversammlung teil und wählten Heinrich Frantzen zum ersten Vorsitzenden. Im Jahr 1964 erfolgte die Zusammenführung des Nordrhein-Westfälischen Judo-Ringes mit dem Judo-Amateur-Verband Nordrhein-Westfalen, woraus der bis heute gültige Name Nordrhein-Westfälischer Judo-Verband entstand.

## Ligen
In NRW gibt es ein mehrgliedriges Ligensystem unterhalb der Judo-Bundesliga. In absteigender Reihenfolge existieren für Männer und Frauen die NRW-Liga, die Oberliga und die Verbandsliga. Ausschließlich für Männer gibt es zusätzlich die Landesliga und die Bezirksliga. Im Jugendbereich gibt es außerdem U16-Ligen, die in regionalen Zusammenschlüssen ohne landesweite Playoffs ausgetragen werden.
Im Jahr 2025 stellte der Verband vier Mannschaften in der 1. Männer‑Bundesliga und drei Mannschaften in der Frauen‑Bundesliga.